# Thomas McDonell
Thomas McDonell (New York, 2 mei 1986) is een Amerikaanse acteur. Hij is bekend van zijn rol in The 100 als Finn.

## Persoonlijk leven
McDonell is geboren en getogen in Manhattan en ging naar een kostschool in Andover. Hij heeft zijn diploma behaald aan de New York University. Zijn moeder Joanie is een schrijfster en zijn vader Terry is redacteur voor Sports Illustrated. Zijn broer is de schrijver Nick McDonnell.